# モロッコの鉄道

高速鉄道（点線）と鉄道（赤線）の路線図

モロッコの鉄道では、モロッコにおける鉄道について記す。

## 鉄道史
- 2018年11月15日 タンジェ＝カサブランカ高速鉄道開業 - アフリカ初の高速鉄道の開業

## 事業者
- モロッコ国鉄 ONCF（Office National des Chemins de Fer）

## 隣接国との鉄道接続状況
- アルジェリア - 接続なし - 同じ標準軌を採用 1,435 mm (4 ft 8+1⁄2 in)
- スペイン - 接続なし - 海底トンネル計画（ジブラルタルトンネル）有り。軌間相違 1435mm（モロッコ）/1668mm（スペイン） 。(トンネルが開業する頃にはおそらくスペインの鉄道網は標準軌に改軌されている。)
- 西サハラ - 接続なし
- メリリャ（スペインの飛地） - 接続なし（ナドール(Nador)までは鉄道あり。）
- セウタ（スペインの飛地） - 接続なし